# درو جين
درو جين (Drew Ginn) هو لاعب أولمبي لرياضة تجديف من أستراليا. شارك في الأولمبياد الصيفي في 1996–2012، وفاز بما مجموعه 4 ميداليات.

## الميداليات
| ذهب | فضة | برونز | المجموع |
| 3   | 1   | 0     | 4       |

## روابط خارجية
- درو جين على موقع أرشيف الدراجات (الإنجليزية)
- درو جين على موقع إحصائيات الدراجات الإحترافية (الإنجليزية)
- درو جين على موقع CycleBase (الإنجليزية)
- درو جين على موقع الاتحاد الدولي للتجديف (الإنجليزية)
- درو جين على موقع اللجنة الأولمبية الدولية (الإنجليزية)
- درو جين على موقع أوليمبيديا (الإنجليزية)
- درو جين على موقع اللجنة الأولمبية الأسترالية (الإنجليزية)